# 拉吉斯拉夫·彼得拉什
拉吉斯拉夫·彼得拉什（1946年12月1日—），斯洛伐克男子足球运动员，场上位置是前锋。他曾代表捷克斯洛伐克国家队参加1970年国际足联世界杯和1976年欧洲足球锦标赛。